# Lomello
Lomello ist eine italienische Gemeinde mit 2036 Einwohnern (Stand 31. Dezember 2023) in der Provinz Pavia in der Region Lombardei; sie liegt etwa 50 km südwestlich von Mailand und 30 km westlich von Pavia am rechten Ufer der Agogna. Der Ort ist das Zentrum der Lomellina. Nachbargemeinden von Lomello sind: Ferrera Erbognone, Galliavola, Mede, Ottobiano, San Giorgio di Lomellina, Semiana, Velezzo Lomellina, Villa Biscossi

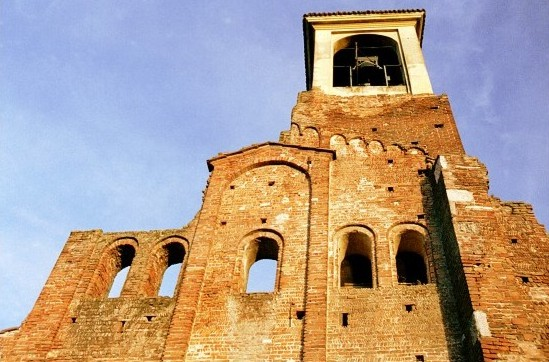
Ruinen der Basilika Santa Maria Maggiore

## Geschichte
In römischer Zeit war eine Mansio Laumellum bekannt, sie lag an der Via Regina, der Römerstraße, die entlang der alten Straße der Gallier Pavia mit Turin verband. Ausgrabungen haben Inschriften, Gräber aus kaiserlicher Zeit zutage gefördert, sowie Reste von Mauern und eines Tors.
Zur Zeit der Langobarden erwarb Lomello einen gewissen Wohlstand. Hier war es, wo Theudelinde, die Witwe Autharis, im Jahr 590 Agilulf, dem Herzog von Turin, begegnete. Ihre Tochter Gundeperga, die Ehefrau König Arioalds, wurde hier mit der Anklage, ihren Ehemann betrogen zu haben, drei Jahre in einem Turm gefangen gehalten, bis sie durch ein Gottesurteil ihre Freiheit zurückerhielt.
Zur Zeit der Karolinger war Lomello Sitz eines Comes, 1024 wurde der Ort Residenz eines Pfalzgrafen. Zur gleichen Zeit wurde die Basilika Santa Maria Maggiore als Zeichen von Macht und Wohlstand gebaut. Ab 1360 gehört Lomello zum Machtbereich der Visconti, später zu dem der Sforza. Francesco Sforza übertrug das Gebiet der Familie Crivelli, die hier bis 1760 herrschten.

## Bevölkerungsentwicklung
- 1861: 2635
- 1871: 2947
- 1881: 3299
- 1901: 3317
- 1911: 3268
- 1921: 3113
- 1931: 2881
- 1936: 3006
- 1951: 3110
- 1961: 2864
- 1971: 2677
- 1981: 2556
- 1991: 2392
- 2001: 2378

## Sehenswürdigkeiten
- Reste der mittelalterlichen Stadtmauern
- Ruine der Basilika Santa Maria Maggiore (11. Jahrhundert)
- Baptisterium San Giovanni ad fontes (5.–7. Jahrhundert)
- Kirche San Michele (romanisch, 12. Jahrhundert)
- Burg (15. Jahrhundert)

## Persönlichkeiten
- Giovan Battista Magnaghi (1839–1902), Admiral, Ozeanograph, Wissenschaftler und Erfinder